# Оне (язык)
Оне (Aunalei, Onele, Oni) — диалектный континуум языков Торричелли в Папуа — Новой Гвинее. Диалекты распространены в провинции Сандаун (округ Луми, подразделение Западный Ваипеи, между зонами Восточный Бевани и Западный Торричелли). Диалект инебу распространён в деревнях Алкула, Виндипле, Инебу, Калема, диалект каборе — в Аборе, Вамтип, Кара, Сапин, диалект квамтим — в Куамтим, диалект молмо — в Анононти, Висоли, Лаурела, Молмо, Пуса, а северный и южный диалекты — в Волвале, Каранту, Коинири, Парара, Ромеи.